# Hosszúpályi
Hosszúpályi nagyközség Hajdú-Bihar vármegyében, a Derecskei járásban .

## Fekvése
A vármegye délkeleti részén fekszik, Debrecentől 18 kilométerre.
A közvetlen szomszéd települések: észak felől Debrecen, kelet felől Monostorpályi, délkelet felől Pocsaj, dél felől Esztár, délnyugat felől Konyár, nyugat felől pedig Hajdúbagos. Északnyugat felől a legközelebbi település Mikepércs, de közigazgatási területeik nem határosak.

### Megközelítése
A szomszédos települések közül észak-déli irányból, Debrecen és Pocsaj felől a 4808-as, kelet-nyugati irányból, Létavértes, illetve Sáránd felől pedig a 4809-es úton. Messzelátó-Sóstó nevű, külterületi településrészén a 4811-es út halad át, illetve egy rövid szakaszon érinti a határszélét a 4814-es út is.
Az ország távolabbi részei felől a 47-es úton érhető el a legegyszerűbben, sárándi letéréssel.
A hazai vasútvonalak közül a települést korábban két vasútvonal is érintette: központját a MÁV 107-es számú Debrecen–Sáránd–Létavértes-vasútvonala, Messzelátó-Sóstó településrészét pedig a 106-os számú Debrecen–Sáránd–Nagykereki-vasútvonal. Előbbin azonban 2009. december 12-én megszűnt a forgalom.
Hosszúpályi megállóhely egyébként a település központi részének északi részén helyezkedett el, kevéssel a 4808-as út vasúti keresztezésétől keletre, a sóstói településrészt kiszolgáló Konyári Sóstófürdő megállóhely pedig az említett községrész déli részén, a 4811-es út közelében.
A Volánbusz több járatával is meg lehet közelíteni a települést a környező nagyobb városok irányából.

## Története
A község írott forrásban először 1219-ben jelenik meg. A Váradi regestrum említi, mint az Ákos nemzetségbeli Erdő úr birtokát. A 13. század végén a község területe az Ő leszármazottai és azok osztályos társai: Salamon és Dénes kezében oszlott meg.
Egy 1415-ben íródott oklevél alapján Hosszúpályi, az Álmosdi Chyre család birtokába került.
1552-ben a Perusich és az Erdőhegyi családok voltak a földbirtokosok a környéken. A település ekkor 43 jobbágytelekkel rendelkezett.
1621-ben már Ödönfy Zsigmondot említik tulajdonosként a források. A református gyülekezet léte ezen időponttól igazolható a településen.
A török pusztítás következtében majdnem teljesen elnéptelenedett, mindössze 6 család maradt. Ismételt benépesülése csak a 18. században indult meg. 1732-ben gr. Dietrichstein, Dráveczky, Horváth, Simonyi, Miskolczy és Csomaközi voltak a község területének birtokosai.
A római katolikus egyház 1734-ben szerveződött újjá, az egyházi anyakönyvezések 1744-től állnak rendelkezésre.
A görögkatolikus egyházközösség 1768-ban alakult. A 18. század végén a gr. Sternberg, a gr. Zichy, Tihanyi, Bernáth, Kalotay, Szártory és Farkas családok osztozkodtak földjein.

### Vályi András művében
Vályi András „Magyar Országnak Leírása” (1796) című könyvében az alábbiakat írja a településről:

„PÁLYI. Hegyköz Pályi, Hoszszú Pályi, Monostor Pályi. Három magyar falu Bihar Vármegyében. Hegyköz Pályinak földes Ura Szilágyi, és több Urak, fekszik Csatárhoz közel, mellynek filiája, Hoszszú Pályinak földes Urai Dietrichsteinnak maradékjai; Monostor Pályinak pedig Oedenfi maradékjai; ez fekszik Hoszszú-Pályinak szomszédságában, mellynek filiája, lakosai katolikusok, többen reformátusok. Határbéli földgyeik jó termékenységűek, vagyonnyaik jelesek, és külömbfélék, eladásra alkalmatos módgyok van, első osztálybéliek.”

### Fényes Elek forrásmunkájában
Fényes Elek a „Magyarország Geographiai Szótára” (1851) című művében az alábbiakat írja a faluról:

„Hosszu-Pályi, magyar falu, Bihar vmegyében, Debreczenhez 2 mfdnyire, homokos, erdős rónaságon; posta helyben. Lakja 1560 református, 380 római katolikus, 280 görögkatolikus, 12 zsidó. Egy nagy tornyos református, és két kisebb romai és görög anyatemplom. Határa Fejértó pusztával együtt 19,000 hold, mellyből szántó 10,000 h. (800 urb. és 9200 majors), legelő 2000 h., kaszálló 5000 hold, (4600 h. majorság, 400 h. urbér), erdő 2000 hold. A föld minősége fekete és sárga homok; leginkább terem rozsot, kukoriczát, zabot, igen sok burgonyát és dinnyét; de tisztabuzája is szép, kevesebb mennyiségben. Szarvasmarhája és sertése jeles. Erdejének jó része gyönyörü szálas fákból áll. Folyója nincs, hanem Fehértó pusztán van egy nagy Széktó, mellynek vize köszvény ellen hatalmas gyógyszer; s azért itt fördőházak levén, messze vidékről meglátogattatnak, csakhogy Konyáritó neve alatt ismeretesek, de mint láthatjuk, hibásan. Erdejében is van egy földvár, melly még most is roppant erősségnek látszik. A Monostor-Pályi határszélben pedig egy kolostor kődarabjai maiglan láthatók. Birtokosok: legnagyobb részben gr. Zichy Ferencz; aztán a Tihanyi család, Bónis Ferencz örökösei, Bernáth Lajos, Szártóry Nathanael örök., Horváth Pál, Farkas Károly.”

## Közélete

### Polgármesterei
| Időszak   | Név            | Jelölő szervezet | Forrás |
| --------- | -------------- | ---------------- | ------ |
| 1990–1994 | Kardos Zoltán  | független        | [ 3 ]  |
| 1994–1998 | Kardos Zoltán  | független        | [ 4 ]  |
| 1998–2002 | Kardos Zoltán  | független        | [ 5 ]  |
| 2002–2006 | Berényi András | Fidesz           | [ 6 ]  |
| 2006–2010 | Berényi András | Fidesz           | [ 7 ]  |
| 2010–2014 | Berényi András | Fidesz-KDNP      | [ 8 ]  |
| 2014–2019 | Berényi András | Fidesz-KDNP      | [ 9 ]  |
| 2019–2024 | Zara András    | Fidesz-KDNP      | [ 10 ] |
| 2024–     | Zara András    | Fidesz-KDNP      | [ 1 ]  |

## Népesség
A település népességének változása:
| Lakosok száma | 5763 | 5741 | 5662 | 5414 | 5514 | 5482 | 5507 |
|               | 2013 | 2014 | 2015 | 2021 | 2022 | 2023 | 2024 |

2001-ben a település lakosságának 83%-a magyar, 17%-a cigány nemzetiségűnek vallotta magát.
A 2011-es népszámlálás során a lakosok 91,7%-a magyarnak, 17,2% cigánynak, 0,2% németnek, 0,6% románnak mondta magát (8,1% nem nyilatkozott; a kettős identitások miatt a végösszeg nagyobb lehet 100%-nál). A vallási megoszlás a következő volt: római katolikus 12,6%, református 43,4%, görögkatolikus 2,8%, felekezeten kívüli 22,3% (16,9% nem válaszolt).
2022-ben a lakosság 92,1%-a vallotta magát magyarnak, 7,5% cigánynak, 0,5% németnek, 0,2% románnak, 0,1-0,1% örménynek, bolgárnak, ukránnak, szlováknak és szlovénnek, 1% egyéb, nem hazai nemzetiségűnek (7,9% nem nyilatkozott; a kettős identitások miatt a végösszeg nagyobb lehet 100%-nál). Vallásuk szerint 28% volt református, 7,9% római katolikus, 2,5% görög katolikus, 1,3% egyéb keresztény, 0,5% egyéb katolikus, 28,3% felekezeten kívüli (31,4% nem válaszolt).

## Híres emberek
- Itt született 1908. május 15-én Marosán György kommunista politikus.
- Itt született Papp László (1924–1996) nyelvész).
- Itt született Kapusi Imre (Hosszúpályi, 1941- ) - erdőmérnök, Pro Urbe és Fleischmann Rudolf-díjas, az Erdészeti Tudományos Intézet nyugalmazott állomásigazgatója, növénynemesítő.
- Itt született Bardi Gyöngyi, korábbi 329-szeres magyar válogatott röplabda játékos, a Magyar Röplabda Szövetség nagykövete, 2023. májusától. (Férje a korábbi 61-szeres magyar válogatott labdarúgó, Mészöly Kálmán.

## Nevezetességei
- Zichy-kastély
- Bődi István Falumúzeum
- Református templom (a településen elhunyt Kocsi Csergő Bálint emlékhelyével)
- Római katolikus templom (melynek felszentelésénél zenészként Liszt Ferenc is közreműködött)
- Görögkatolikus templom
- A településtől nyugatra halad el a szarmaták által 324 és 337 között épített, az Alföldet körbekerülő Csörsz-árok, vagy más néven Ördögárok nyomvonala.